# Kodeks Działyńskich I
Kodeks Działyńskich I – polski średniowieczny manuskrypt z XV wieku.
Manuskrypt ma wymiary 20,5x15,5 cm i składa się z 372 kart. Oprawa kodeksu (deski obciągnięte jasną skórą) została wykonana przed 1487. Zapisy w kodeksie zostały sporządzone w latach 1425–1488 przez kilku kopistów (m.in. podpisanych jako „Stanislai de Yaszcz[ow]”, „S. [Stanisław?] de Oppatow”, „Johannes Glowszky”). Zdobienie kodeksu jest skromne – zawiera proste inicjały koloru czerwonego i schematyczne rysunki na kilku kartach (123v, 124, 125–126v). Tekst zwykle umieszczony jest w jednej kolumnie, tylko na kilku kartach w dwóch (239v–245v).
Kodeks zawiera liczne dłuższe i krótsze teksty w języku łacińskim i polskim, m.in.:
- Klejnoty Jana Długosza
- ortyle magdeburskie
- Statut warcki
- księga prawa magdeburskiego
- zapiski rocznikarskie
- polska pieśń o św. Stanisławie – Chwała tobie, Gospodynie (k. 114v)
- łacińsko-polski słowniczek prawny
- tłumaczenie na polski statutów Kazimierza Wielkiego (k. 265–298)

Tłumaczenie statutów Kazimierza Wielkiego zostało wpisane do kodeksu prawdopodobnie około 1460, ale samo tłumaczenie mogło być dokonane wcześniej, być może na Rusi Czerwonej. Język tłumaczenia zawiera nieco cech charakterystycznych dla dialektu małopolskiego. Trzy pierwsze zwrotki pieśni w języku polskim Chwała tobie, Gospodynie wraz z nutami zapisano prawdopodobnie około 1452.